# Corrida Internacional de São Silvestre de 1967
A Corrida Internacional de São Silvestre de 1967 foi a 43ª edição da prova de rua, realizada no dia 31 de dezembro de 1967, no centro da cidade de São Paulo, a largada aconteceu as 23h45m, a prova foi de organização da Cásper Líbero e A Gazeta Esportiva.
O vencedor foi o belga Gaston Roelants, com o tempo de 24m31, em sua terceira vitória

## Percurso
Av. Paulista 900 – Edifício Cásper Líbero, Descida pela Brigada Luiz Antônio até Av. Paulista 900 – Edifício Cásper Líbero, Subida pela Rua da Consolação, com 8.700 metros.

## Resultados

#### Masculino
- 1º Gaston Roelants (Bélgica) - 24m31s

### Participações
- Participantes: 265 atletas
- Chegada: 215 atletas. .[3]

## Ligações Externas
- Sítio Oficial (em português)